# كاولي (وايومنغ)
كاولي (بالإنجليزية: Cowley, Wyoming)‏ هي بلدة تقع في مقاطعة بيغ هورن، وايومنغ بولاية وايومنغ في الولايات المتحدة. تأسست عام 1900، تبلغ مساحتها 2.18 (كم²)، وترتفع عن سطح البحر 1216 م، بلغ عدد سكانها 655 نسمة في عام 2010 حسب إحصاء مكتب تعداد الولايات المتحدة وتصل الكثافة السكانية فيها 301.1 نسمة/كم2.

## التركيبة السكانية
قام مكتب تعداد الولايات المتحدة بتحديد بيانات التركيبة السكانية لكاولي في تعداد الولايات المتحدة. في ما يلي، التركيبة السكانية حسب تعدادي 2000 و2010.

### تعداد عام 2000
بلغ عدد سكان كوليس 48 نسمة بحسب تعداد عام 2000، وبلغ عدد الأسر 18 أسرة وعدد العائلات 12 عائلة مقيمة في القرية. في حين سجلت الكثافة السكانية 84.7 نسمة لكل ميل مربع (32.7/كم2). وبلغ عدد الوحدات السكنية 18 وحدة بمتوسط كثافة قدره 31.8 نسمة لكل ميل مربع (12.3/كم2).
وتوزع التركيب العرقي للقرية بنسبة 100.00% من البيض.
بلغ عدد الأسر 18 أسرة كانت نسبة 22.2% منها لديها أطفال تحت سن الثامنة عشر تعيش معهم، وبلغت نسبة الأزواج القاطنين مع بعضهم البعض 55.6% من أصل المجموع الكلي للأسر، ونسبة 5.6% من الأسر كان لديها معيلات من الإناث دون وجود شريك، وكانت نسبة 33.3% من غير العائلات. تألفت نسبة 22.2% من أصل جميع الأسر من أفراد ونسبة 11.1% كانوا يعيش معهم شخص وحيد يبلغ من العمر 65 عاماً فما فوق. وبلغ متوسط حجم الأسرة المعيشية 3.08، أما متوسط حجم العائلات فبلغ 2.67.
بلغ العمر الوسطي للسكان 36 عاماً. وكانت نسبة 27.1% من القاطنين تحت سن الثامنة عشر، وكانت نسبة 10.4% بين الثامنة عشر والأربعة وعشرون عاماً، ونسبة 22.9% كانت واقعةً في الفئة العمرية ما بين الخامسة والعشرون حتى والأربعة وأربعون عاماً، ونسبة 16.7% كانت ما بين الخامسة والأربعون حتى الرابعة والستون، ونسبة 22.9% كانت ضمن فئة الخامسة والستون عاماً فما فوق. يوجد لكل 100 أنثى 92.0 ذكر، ويوجد لكل 100 أنثى في الثامنة عشر من عمرها فما فوق 94.4 ذكر.
بلغ متوسط دخل الأسرة في القرية 33,750 دولار، أما متوسط دخل العائلة فبلغ 36,000 دولار. وكان متوسط دخل الذكور 10,625 دولار مقابل 16,563 دولار للإناث. وسجل دخل الفرد الخاص بالقرية 9,382 دولار.

### تعداد عام 2010
بلغ عدد سكان كاولي 655 نسمة بحسب تعداد عام 2010، وبلغ عدد الأسر 229 أسرة وعدد العائلات 169 عائلة مقيمة في البلدة. في حين سجلت الكثافة السكانية 779.8 نسمة لكل ميل مربع (301.1/كم2). وبلغ عدد الوحدات السكنية 250 وحدة بمتوسط كثافة قدره 297.6 لكل ميل مربع (114.9/كم2).
وتوزع التركيب العرقي للبلدة بنسبة 95.4% من البيض و 0.5% من الأمريكيين الأصليين و 0.9% من الأمريكيين ذوي الأصول الآسيوية و 1.1% من عرقين مختلطين أو أكثر.
بلغ عدد الأسر 229 أسرة كانت نسبة 37.1% منها لديها أطفال تحت سن الثامنة عشر تعيش معهم، وبلغت نسبة الأزواج القاطنين مع بعضهم البعض 63.8% من أصل المجموع الكلي للأسر، ونسبة 7.4% من الأسر كان لديها معيلات من الإناث دون وجود شريك، بينما كانت نسبة 2.6% من الأسر لديها معيلون من الذكور دون وجود شريكة وكانت نسبة 26.2% من غير العائلات. تألفت نسبة 22.3% من أصل جميع الأسر من أفراد ونسبة 12.6% كانوا يعيش معهم شخص وحيد يبلغ من العمر 65 عاماً فما فوق. وبلغ متوسط حجم الأسرة المعيشية 3.41، أما متوسط حجم العائلات فبلغ 2.86.
بلغ العمر الوسطي للسكان 36.9 عاماً. وكانت نسبة 31.8% من القاطنين تحت سن الثامنة عشر، وكانت نسبة 7% بين الثامنة عشر والأربعة وعشرون عاماً، ونسبة 22.3% كانت واقعةً في الفئة العمرية ما بين الخامسة والعشرون حتى والأربعة وأربعون عاماً، ونسبة 23.9% كانت ما بين الخامسة والأربعون حتى الرابعة والستون، ونسبة 14.8% كانت ضمن فئة الخامسة والستون عاماً فما فوق. وتوزع التركيب الجنسي للسكان بنسبة 49.3% ذكور و50.7% إناث.

## وصلات خارجية
- http://www.townofcowley.org
- The US50 - Cities and Towns in Wyoming State
- Wyoming Cities and Towns, Facts, Map, Flag, Colleges, Government, and More